# Slap (gmina Tržič)
Slap – wieś w Słowenii, w gminie Tržič. W 2018 roku liczyła 183 mieszkańców.